# Jim Baker
Ej att förväxla med TV-predikanten Jim Bakker.
James William "Jim" Baker, född 15 november 1891 i Ilkeston, Derbyshire, England, död 13 december 1966, var en engelsk professionell fotbollsspelare. Baker spelade större delen av sin karriär i Leeds United, han var lagkapten och spelade totalt 208 matcher och gjorde 2 mål, varav 200 matcher och 2 mål i ligan, för klubben mellan 1920 och 1926. Han spelade dessförinnan i Derby County, Portsmouth, Hartlepool United, Huddersfield Town innan han avslutade karriären i Nelson FC